# 金日成早年生涯
金日成的早年生涯是指金日成（原名金成柱）1912年4月15日出生到1945年9月19日乘坐苏联军舰回到朝鲜这段时间的生活。

## 家世
1910年，日本吞并朝鲜。:1:30
1912年4月15日，金成柱出生在日治朝鮮平安南道平壤府古順和面（今平壤市万景台）的一个农民家。:1:30金成柱的父亲叫“金亨稷”，为朝鲜爱国人士，曾经因反抗大日本帝国殖民统治而被逮捕羁押；金成柱的母亲叫“康盘石”，为抗日斗士和妇女解放运动先驱。:1-2:30
1917年，日本对日治朝鲜实行更加苛刻严酷的治理政策，诸多反日人士都被清理，部分人士幸存逃离国土来到中国东北地区。:2-3:31
1920年，金亨稷带着家人搬迁至吉林省临江县。:3:31此时，金亨稷结识了吉林抚松县绅士张万程，张万程的儿子张蔚华比金成柱小一岁，两人都在抚松县第一小学读书，并且结为至交。:4-10

## 读书
1926年年初，金成柱到吉林毓文中学读书，后来加入朝鲜共产青年同盟，:32同时，金成柱组织建立了秘密读书会，宣传马克思列宁主义思想和革命武装抗日。:326月5日，金亨稷因病逝世。:32金成柱继承父亲遗志，办起了刊物，创办了朝鲜第一份革命刊物《红日》。:3310月17日，金成柱在桦甸建立了“打倒帝国主义同盟”。:33
1929年10月，金成柱因为刻印反日报刊而被奉系军阀张学良抓捕，1930年5月，金成柱经过张万程的积极营救被救出。:100

## 革命
1930年6月30日，金成柱在吉林卡伦举办的“朝鲜革命者会议”上和众多革命者制定了武装斗争的方针。:341930年秋季，金成柱得到张万程的资助，购买了12支手枪。:102
1931年9月18日，日军制造了九一八事变后，在东北被扶持建立傀儡政权满洲国，张万程再次给金成柱购买了40支步枪。:105金成柱加入中国共产党，参加中国人民抗日斗争，金成柱主要活跃在吉东地区和长白山一带。:35
1932年，金成柱介绍张蔚华入中国共产党。:1504月25日，金成柱在吉林安图县明月沟创建“安图县抗日游击队”。:355月5日，金成柱带领游击队首次和日军交锋，大获全胜。:3511月，金成柱的安图县抗日游击队和中国共产党领导的“汪清抗日游击队”、“宁安抗日游击队”统合为“汪清抗日游击队”，金成柱担任政治委员。:3512月，杨靖宇将“磐石游击队”改编为“中国工农红军第三十二军南满游击队”。
1933年1月，“汪清抗日游击队”、“延吉抗日游击队”、“和龙抗日游击队”、“珲春抗日游击队”统合为“红军32军东满游击队”。金成柱带领游击队队员攻入日治朝鲜，并且召开了“王在山会议”。:36 9月18日，“红军32军东满游击队”整编为“东北人民革命军第二军独立师”、“南满游击队”改编为“东北人民革命军第一军独立师”，杨靖宇任师长兼政委，东北人民革命军第二军独立师下面有4个团，金成柱担任第三团政委。:3710月，杨靖宇带领部队夜晚渡过辉发江，进入东边道，开辟“江南游击区”，建造“金川河里根据地”。
1934年3月，金成柱将独立师第三团改为“朝鲜人民革命军”，同时又叫“东北抗日联军”。:40金成柱联合中国救国军攻打东宁、罗子沟，后2次远征北满。金成柱后来与平南洋游击队、周保中领导的五军、李延禄的四军联合作战，多次打败日军，因而被称为“金日成将军”，自此，金成柱便改名为“金日成”，并且名声逐步流传开来。11月7日，“东北人民革命军第一军”宣布成立，军长兼政委是杨靖宇。
1936年3月，中共南满党第二次代表大会召开，东北人民革命军第二军改编为“东北抗日联军第二军”，扩充为3个师，魏拯民出任政委和党委书记，金日成出任第三师师长。:415月，金日成组建了朝鲜反日民族战线“祖国光复会”，出任会长，并且在长白山建立抗日根据地。:4110月，魏拯民和金日成会师，两人协同作战。此时，金日成领导的朝鲜人民革命军和杨靖宇领导的东北抗日联军第一军为东南满地区的最大2个武装部队。10月，杨靖宇部下曹国安带了部队到长白县黑瞎子沟与金日成协同作战，两人结为至交，但是未谋面。:42
1937年6月3日，金日成带了150余人渡过鸭绿江攻入日治朝鲜普天堡，大获全胜，被誉为“普天堡大捷”。:4310月27日，张蔚华为了给金成柱报信日军围剿革命军的消息，被日军抓捕杀害，留下遗属张琅、张金泉、张金禄。:250
1938年11月25日，金日成和杨靖宇在濛江县首次见面，杨靖宇没有卸下行装而是先给朝鲜部队打招呼，赢得了金日成的尊敬。两人召开了“南牌子会议”，批评了左倾冒险主义。:44
1939年，日本增加对东北地区的兵力投入，金日成等抗日人士和军队的实力被大幅度削弱，不得不撤退，由进攻转为防御。4月，关东军司令官梅津美治郎下达命令“从第一、第二独立守备队选拔人员编成挺进队，努力捕杀杨靖宇、金日成等匪首。”，满洲国政府悬赏1万元作为报酬。10月，关东军第二独立守备队司令官野副昌德少将 带领7．5万人扫荡金日成及其部队、杨靖宇及其部队。5月，金日成带领部队在青峰、枕峰、茂山、新四洞、大红丹一带游击战，与日军周旋。
1940年1月，抗日联军第二、三路军改编为支队，金日成所在的抗联第一路军也改编为多个小部队，以防止被日军全部剿灭。金日成则坚决保持主力部队沿着秘密路线，在中苏边境地区进行大回旋的机动作战。2月23日，杨靖宇在濛江县三道崴子被日军杀害。冬季，抗日联军被日军全部赶出东北，撤退到苏联远东地区。金日成所率第一路军警卫旅约百余人进入苏联。在南满坚持战斗的东北抗联第一路军除金日成部余部（朝鲜人为主，大多数成为朝鲜民主主义人民共和国开国元勋）和少部分投敌外，全部牺牲。第一路军高级领导除了第二军第六师师长金日成，和第二军独立旅旅长伊俊山（满族）活了下来，其他全都壮烈殉国。:46
1942年2月16日，金日成的儿子金正日出生在吉林长白山抗日游击队的营地。:478月1日，东北抗日联军改编为“苏联远东方面军独立第88步兵旅”，简称“抗联教导旅”。:48金日成出任一营营长，苏联授予其“大尉”军衔。:48
1945年8月，苏联出兵攻打东北日军，同月，朝鲜解放。:49后来，日本投降，中共东北委员会行改组，朝鲜同志组跟着朝鲜工作团回到朝鲜，中国同志组跟着苏联军队回到东北。9月19日，金日成乘坐苏联军舰回到朝鲜，:50告别生活了25年的中国。

## 争议
1937年11月18日，朝鲜《京城新闻》报道金日成被满洲国军击毙。满洲国军官方月刊《铁心》发表「金日成匪賊討伐詳報」。普天堡居民声称，金日成约为40岁左右。朝鲜总督府逮捕的共犯朴金喆和朴达也供述，金日成当时36岁。因此李命英、朴甲东等学者认为，此金日成并不是彼金日成。
苏联方面记录，1941年2月16日金正日出生于苏联俄罗斯苏维埃联邦社会主义共和国遠東區伯力附近维亚特斯科耶军营。

## 脚注
1. ↑  张蔚华，张万程的儿子，吉林抚松县人，曾出资资助金日成的革命事业，1937年10月27日在给金日成报信时牺牲，有大儿子张琅、二儿子张金泉、女儿张金禄。
2. ↑  杨靖宇（1905年2月26日-1940年2月23日）原名马尚德，字骥生，汉族，河南省确山县人。
3. ↑  梅津美治郎（1882年1月4日-1949年1月8日）北九州大分县人，毕业于日本陆军士官学校、陆军大学，大将军衔，《何梅协定》推手，东京审判的28个法西斯战犯之一。
4. ↑  野副昌德，少将军衔，三省联合讨伐司令。